# Darya Kustova
Darya Kustova (née le 29 mai 1986 à Moscou) est une joueuse de tennis biélorusse, professionnelle depuis le début des années 2000.
À ce jour, elle a remporté un titre WTA en double dames aux Internationaux de Palerme.

## Palmarès

### Titre en double dames
| No | Date       | Nom et lieu du tournoi           | Catégorie | Dotation  | Surface      | Partenaire        | Finalistes               | Score    |          |
| -- | ---------- | -------------------------------- | --------- | --------- | ------------ | ----------------- | ------------------------ | -------- | -------- |
| 1  | 16-07-2007 | Internazionali Femminili Palerme | Tier IV   | 145 000 $ | Terre (ext.) | Mariya Koryttseva | Alice Canepa Karin Knapp | 6-4, 6-1 | Parcours |

### Finale en double dames
| No | Date       | Nom et lieu du tournoi           | Catégorie | Dotation  | Surface      | Vainqueures                                | Partenaire        | Score    |          |
| -- | ---------- | -------------------------------- | --------- | --------- | ------------ | ------------------------------------------ | ----------------- | -------- | -------- |
| 1  | 13-07-2009 | Internazionali Femminili Palerme | Intern'l  | 220 000 $ | Terre (ext.) | Nuria Llagostera Vives María José Martínez | Mariya Koryttseva | 6-1, 6-2 | Parcours |

## Parcours en Grand Chelem

### En simple
N'a jamais participé à un tableau final.

### En double dames
| Année | Open d'Australie              | Open d'Australie           | Internationaux de France      | Internationaux de France   | Wimbledon                     | Wimbledon                  | US Open                      | US Open                     |
| ----- | ----------------------------- | -------------------------- | ----------------------------- | -------------------------- | ----------------------------- | -------------------------- | ---------------------------- | --------------------------- |
| 2004  | -                             | -                          | 1er tour (1/32) Kulikovskaya  | M. Casanova P. Wartusch    | -                             | -                          | -                            | -                           |
| 2008  | 2e tour (1/16) O. Govortsova  | J. Janković B. Mattek      | 1er tour (1/32) K. Zakopalová | S. Lefèvre Aurélie Védy    | 3e tour (1/8) Amanmuradova    | B. Mattek Sania Mirza      | 1er tour (1/32) Amanmuradova | A. Bondarenko K. Bondarenko |
| 2009  | -                             | -                          | -                             | -                          | -                             | -                          | 1er tour (1/32) Amanmuradova | Klaudia Jans A. Rosolska    |
| 2010  | 1er tour (1/32) M. Koryttseva | Lisa Raymond Rennae Stubbs | 1er tour (1/32) M. Koryttseva | Liezel Huber Anabel Medina | 1er tour (1/32) M. Koryttseva | Elena Vesnina V. Zvonareva | 2e tour (1/16) Kudryavtseva  | Cara Black An. Rodionova    |
| 2011  | 1er tour (1/32) Amanmuradova  | S. Arvidsson J. Larsson    | 1er tour (1/32) Amanmuradova  | Julia Görges A. Petkovic   | -                             | -                          | -                            | -                           |
| 2012  | -                             | -                          | 1er tour (1/32) A. Tatishvili | Gisela Dulko Paola Suárez  | -                             | -                          | -                            | -                           |

Sous le résultat, la partenaire ; à droite, l’ultime équipe adverse.

## Parcours aux Jeux olympiques

### En double dames
| # | Date       | Nom de l'olympiade  | Surface    | Résultat      | Partenaire      | Ultimes adversaires                  | Score    |          |
| - | ---------- | ------------------- | ---------- | ------------- | --------------- | ------------------------------------ | -------- | -------- |
| 1 | 11/08/2008 | Olympic Games Pékin | Dur (ext.) | 2e tour (1/8) | Olga Govortsova | Alona Bondarenko Kateryna Bondarenko | 6-1, 6-3 | Parcours |

## Parcours en «Premier Mandatory» et «Premier 5»
Découlant d'une réforme du circuit WTA inaugurée en 2009, les tournois WTA « Premier Mandatory » et « Premier 5 » constituent les catégories d'épreuves les plus prestigieuses, après les quatre levées du Grand Chelem.

### En double dames
| Année                      | Premier Mandatory | Premier Mandatory            | Premier Mandatory | Premier Mandatory | Premier Mandatory | Premier Mandatory | Premier Mandatory | Premier Mandatory            | Premier 5           | Premier 5 | Premier 5 | Premier 5                    | Premier 5   | Premier 5 | Premier 5 | Premier 5 | Premier 5  | Premier 5  | Premier 5 | Premier 5 | Premier 5 | Premier 5 |
| Année                      | Indian Wells      | Indian Wells                 | Miami             | Miami             | Madrid            | Madrid            | Pékin             | Pékin                        | Dubaï               | Dubaï     | Doha      | Doha                         | Rome        | Rome      | Canada    | Canada    | Cincinnati | Cincinnati | Tokyo     | Tokyo     | Wuhan     | Wuhan     |
| -------------------------- | ----------------- | ---------------------------- | ----------------- | ----------------- | ----------------- | ----------------- | ----------------- | ---------------------------- | ------------------- | --------- | --------- | ---------------------------- | ----------- | --------- | --------- | --------- | ---------- | ---------- | --------- | --------- | --------- | --------- |
| 2010                       |                   |                              |                   |                   |                   |                   |                   |                              |                     |           |           |                              |             |           |           |           |            |            |           |           |           |           |
| 2e tour (1/8) Amanmuradova | Black Huber       | 1er tour (1/16) Amanmuradova | Chan Zheng        | —                 | —                 | —                 | —                 | 1er tour (1/16) Amanmuradova | Kirilenko Radwańska |           |           | 1er tour (1/16) Amanmuradova | Hercog Peer | —         | —         | —         | —          | —          | —         |           |           |           |
| 2011                       |                   |                              |                   |                   |                   |                   |                   |                              |                     |           |           |                              |             |           |           |           |            |            |           |           |           |           |
| —                          | —                 | —                            | —                 | —                 | —                 | —                 | —                 | 1er tour (1/16) Amanmuradova | Diatchenko Poutchek |           |           | —                            | —           | —         | —         | —         | —          | —          | —         |           |           |           |

N.B. : le nom de la partenaire se trouve sous le résultat ; le nom des ultimes adversaires se trouve à droite.

## Parcours en Fed Cup
| #                                                                      | Date       | Lieu       | Surface      | Gagnante(s)                    | Perdante(s)                       | Score    |          |
|                                                                        |            |            |              |                                |                                   |          |          |
| 2004 - Barrage (groupe mondial I) - Slovaquie - Biélorussie - 4 : 0    |            |            |              |                                |                                   |          |          |
| 1                                                                      | 10/07/2004 | Bratislava | Terre (ext.) | Henrieta Nagyová               | Darya Kustova                     | 6-1, 7-5 | Parcours |
| 1                                                                      | 10/07/2004 | Bratislava | Terre (ext.) | Darya Kustova Tatiana Poutchek | Ľubomíra Kurhajcová Martina Suchá | Non joué | Parcours |
|                                                                        |            |            |              |                                |                                   |          |          |
| 2011 - Barrage (groupe mondial II) - Biélorussie - Estonie - 5 : 0     |            |            |              |                                |                                   |          |          |
| 2                                                                      | 16/04/2011 | Minsk      | Dur (int.)   | Darya Kustova                  | Maret Ani                         | 6-3, 6-1 | Parcours |
| 2                                                                      | 16/04/2011 | Minsk      | Dur (int.)   | Darya Kustova Tatiana Poutchek | Maret Ani Anett Kontaveit         | 6-2, 6-3 | Parcours |
|                                                                        |            |            |              |                                |                                   |          |          |
| 2012 - 1er tour (groupe mondial II) - États-Unis - Biélorussie - 5 : 0 |            |            |              |                                |                                   |          |          |
| 3                                                                      | 04/02/2012 | Worcester  | Dur (int.)   | Christina McHale               | Darya Kustova                     | 6-0, 6-1 | Parcours |
| 3                                                                      | 04/02/2012 | Worcester  | Dur (int.)   | Liezel Huber Venus Williams    | Darya Kustova Anastasiya Yakimova | 6-1, 6-2 | Parcours |

## Classements WTA en fin de saison

### En simple
| Année | 2000 | 2001 | 2002 | 2003 | 2004 | 2005 | 2006 | 2007 | 2008 | 2009 | 2010 | 2011 | 2012 |
| Rang  | 1008 | 713  | 388  | 558  | 548  | 506  | 357  | 189  | 420  | 121  | 161  | 699  | 758  |

Source : (en) « Classements de Darya Kustova », sur le site officiel du WTA Tour

### En double
| Année | 2000 | 2001 | 2002 | 2003 | 2004 | 2005 | 2006 | 2007 | 2008 | 2009 | 2010 | 2011 | 2012 |
| Rang  | 585  | 585  | 229  | 143  | 186  | 163  | 170  | 83   | 104  | 71   | 74   | 235  | 309  |

Source : (en) « Classements de Darya Kustova », sur le site officiel du WTA Tour